# Stollen bei Morsbach-Schlechtingen
Stollen bei Morsbach-Schlechtingen este o arie protejată (arie specială de conservare — SAC, sit de importanță comunitară — SCI) din Germania întinsă pe o suprafață de 0,09 ha, integral pe uscat.

## Localizare
Centrul sitului Stollen bei Morsbach-Schlechtingen este situat la coordonatele 50°51′40″N 7°45′11″E / 50.8611°N 7.7531°E.

## Înființare
Situl Stollen bei Morsbach-Schlechtingen a fost declarat sit de importanță comunitară în martie 2001.

## Biodiversitate
Situată în ecoregiunea continentală, aria protejată nu include niciun habitat protejat.
La baza desemnării sitului se află mai multe specii protejate de  mamifere (2): liliac cu urechi mari (Myotis bechsteinii), liliac comun (Myotis myotis).
Pe lângă speciile protejate, pe teritoriul sitului au mai fost identificate 4 specii de mamifere.